# العلاقات الفنزويلية الليختنشتانية
العلاقات الفنزويلية الليختنشتانية هي العلاقات الثنائية التي تجمع بين فنزويلا وليختنشتاين.

## مقارنة بين البلدين
هذه مقارنة عامة ومرجعية للدولتين:
| وجه المقارنة                                              | فنزويلا                                  | ليختنشتاين                                 |
| --------------------------------------------------------- | ---------------------------------------- | ------------------------------------------ |
| المساحة (كم2)                                             | 916.45 ألف                               | 16                                         |
| عدد السكان (نسمة)                                         | 28.87 مليون                              | 37.47 ألف                                  |
| الكثافة السكانية (ن./كم²)                                 | 31.5                                     | 234.19 ألف                                 |
| العاصمة                                                   | كاراكاس                                  | فادوتس                                     |
| اللغة الرسمية                                             | اللغة الإسبانية، لغة الإشارة الفنزويلية ‏ | اللغة الألمانية                            |
| العملة                                                    | بوليفار فنزويلي                          | فرنك سويسري                                |
| الناتج المحلي الإجمالي (بليون دولار)                      | 482.36 مليار                             | 6.29 مليار                                 |
| الناتج المحلي الإجمالي (تعادل القوة الشرائية) بليون دولار |                                          |                                            |
| الناتج المحلي الإجمالي الاسمي للفرد دولار أمريكي          |                                          |                                            |
| الناتج المحلي الإجمالي للفرد دولار أمريكي                 |                                          |                                            |
| مؤشر التنمية البشرية                                      | 0.762                                    | 0.908                                      |
| رمز المكالمات الدولي                                      | +58                                      | +423                                       |
| رمز الإنترنت                                              | .ve                                      | .li                                        |
| المنطقة الزمنية                                           | 00                                       | توقيت وسط أوروبا، ت ع م+01:00، ت ع م+02:00 |

## منظمات دولية مشتركة
يشترك البلدان في عضوية مجموعة من المنظمات الدولية، منها:
| علم المنظمة | اسم المنظمة                   | تاريخ انضمام فنزويلا | تاريخ انضمام ليختنشتاين |
| ----------- | ----------------------------- | -------------------- | ----------------------- |
|             | الاتحاد البريدي العالمي       | ?                    | ?                       |
|             | الاتحاد الدولي للاتصالات      | 13 أغسطس 1920        | 25 يوليو 1963           |
|             | منظمة حظر الأسلحة الكيميائية  | ?                    | ?                       |
|             | منظمة التجارة العالمية        | ?                    | ?                       |
|             | منظمة الشرطة الجنائية الدولية | ?                    | ?                       |
|             | الأمم المتحدة                 | 15 نوفمبر 1945       | 18 سبتمبر 1990          |

## وصلات خارجية
- موقع وزارة الخارجية الفنزويلية